# Freddy, lovește tu întâi!
Freddy, lovește tu întâi! (ortografiat la aceea vreme Freddy, lovește tu întîi!, titlul original: în daneză Slå først, Frede!) este un film de parodie danez, realizat în 1965 de regizorul Erik Balling, protagoniști fiind actorii Morten Grunwald, Ove Sprogøe, Essy Persson și Poul Bundgaard. 

## Rezumat
Frede Hansen, un vânzător de produse de glumă, călătorește la Odense cu feribotul. La bord se află și un agent secret care deține o servietă care seamănă foarte mult cu cea a lui Frede. Doi bărbați cu aspect amenințător în paltoane de piele au sarcina de a-l trimite pe agent în viața de apoi în timpul călătoriei. Cu toate acestea, înainte de a-și putea îndeplini misiunea, agentul reușește să schimbe geanta cu cea a lui Frede.

## Distribuție
- Morten Grunwald – Frede Hansen
- Ove Sprogøe – David Smith
- Essy Persson – Sonja
- Poul Bundgaard – Kolick
- Martin Hansen – dr. Pax
- John Wittig – agentul I
- Frankie Steel – agentul II
- Jørgen Blaksted – agentul III
- Edward Fleming – agentul IV
- Valsø Holm – un danez
- Lisbeth Frandsen – o damă
- Søren Rode – Schnitzel
- Philippe Decaux – Primow
- Freddy Koch – Zinck
- Karl Stegger – Prwsztch
- Andrey Sallyman – Schnorkel
- Knud Rex – Hachis
- Arthur Jensen – Carlo
- Anne Marie Lie – saervitoarea
- Ole Søgaard – gangsterul

## Premii și nominalizări
- 1966 Premiile Bodil
  - Premiul cel mai bun film lui Erik Balling
  - Premiul cel mai bun actor în rol secundar lui Poul Bundgaard[1].